# نظام التوصية

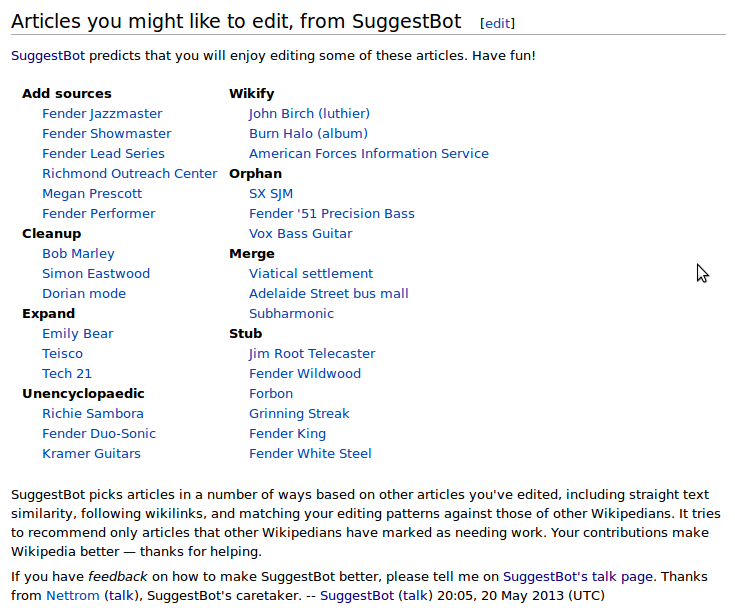

نظام التوصية أو نظام التوصيات أو نظام الاقتراح (وقد يُقال منصة أو محرك) هو فرع من أنظمة تصفية المعلومات التي تهدف إلى توقع إعجاب المستخدم بمنتج معين.
انتشرت أنظمة الاقتراح بالآونة الأخيرة وتم استخدامها في العديد من المجالات مثل الموسيقى، والجرائد، والكتب، والمقالات، والمواقع التجارية كموقع أمازون، ومواقع التواصل الاجتماعي، ومواقع مشاهدة وتقييم الأفلام.

## نظرة عامة
يقوم نظام الاقتراح بشكل رئيسي باقتراح قائمة من التوصيات في مجال ما، باستخدام إحدى الطريقتين: التصفية التعاونية Collaborative filtering  أو التصفية بناءً على المحتوى Content-based filtering.
تعتمد التصفية التعاونية على سلوك المستخدم السابق، مثل المنتجات التي قام بشرائها سابقاً أو التقييمات السابقة، تزامنا مع القرارات المشابهة التي تمت من قبل مستخدمين آخرين، وبذلك يمكن توقع رغبات المستخدم الأول بناءً على قرارات المستخدمين الآخرين.
أما التصفية بناءً على المحتوى تقوم على جلب المنتجات المشابهة بخصائصها للمنتج الذي تم شراؤه.
هذه الطرق غالباً ما يتم استخدامها في آن واحد لتُشكل نظاماً واحدًا يُسمى Hybrid Recommended Systems
يمكن إيضاح الفرق بين الطريقة التشاركية والطريقة المبنية على المحتوى من خلال مقارنة نظامي ترشيح موسيقى معروفين -  Last.fm و Pandora Radio.
لاست أف أم ( لاست إف إم ) يقوم بعمل قائمة من الأغاني المُقترحة من خلال مراقبة الفرق الموسيقية والمقاطع التي تم سماعها من قِبل المستخدم بشكل منتظم، ومقارنتها مع القوائم المشابهة عند المستخدمين الآخرين. ومن ثم يقول لاست أف أم بتشغيل المقاطع التي لا تظهر في قائمة المستخدم الحالي، إنما المقاطع التي قام بسماعها المستخدمين الذين يملكون قوائم مشابهة لقائمة المستخدم الحالي.
باندورا يستخدم خصائص محددة للمقطوعة الموسيقية أو الفنان - مجموعة من 400 خاصية - حتى يُغذّي قائمة الأغاني لدى المستخدمين بما يتشابه مع المقطوعات التي تم سماعها.
تُستخدم التغذية الراجعة من قبل المستخدمين لتحسين المقطوعات التي تظهر في القائمة، وذلك بإهمال خصائص معينة للمقطوعة إذا لم تنل إعجاب المستخدم، أو بوضع خصائص أخرى بعين الاعتبار إذا نالت المقطوعة إعجاب المستخدم.
لكلا النظامين نقاط قوة ونقاط ضعف، في المثال الأول، لاست إف أم، يتطلب كماً كبيراً من المعلومات لكل مستخدم حتى تكون دقة التوصيات عالية. وهذا مثال على ما يسمى بمشكلة البداية الباردة، وهي متعارف عليها في نظام التصفية التشاركي.
بينما باندورا يتطلب معلومات قليلة عن المستخدم حتى يتسنى له اقتراح المقاطع المناسبة، لكنه محدود فقط على المقاطع المشابهة بالخصائص.

## الطرق

### التصفية التعاونيّة
إحدى الطرق الشائعة المتبعة في تصميم أنظمة الاقتراح هي التصفية التعاونية. تقوم التصفية التعاونية على جمع وتحليل كم كبير من المعلومات في سلوك المستخدمين، كالنشاطات التي يقوم بها والتفضيلات، وتوقع ما الذي سيُعجب المستخدم بناءً على تشابه نشاطاتهم وتفضيلاتهم مع المستخدمين الآخرين.
من ميّزات طريقة التصفية التعاونية عدم اعتمادها على تحليل المحتويات من قبل الحاسوب، وبذلك بوسعها تقديم توصيات معقدة مثل توصيات الأفلام بدون الحاجة إلى فهم محتوى هذا الفيلم.
هناك العديد من الخوارزميات المتبعة في قياس تشابه أذواق المستخدمين في أنظمة الاقتراح، منها  k-nearest neighbor k-NN وPearson Correlation.
التصفية التعاونية تقوم على افتراض أن المستخدمين الذي توافقوا في أذواقهم سابقاً، ستتشابه أذواقهم في المستقبل، وسيُعجبهم ذات الأشياء المتشابهة التي أعجبت غيرهم في السابق.[3]
يواجه نظام التصفية التعاونية ثلاث مشاكل رئيسة:
1. البداية الباردة: هذه الأنظمة تطلب كم كبير من البيانات عن المستخدم حتى يتسنّى لها تقديم توصيات دقيقة.
2. التوسع: في الكثير من استخدامات هذه الأنظمة، هناك الملايين من المستخدمين والمنتجات، لذلك؛ ستقوم بإجراء عمليات حسابية ضخمة لحساب التوصيات.
3. التناثر: عدد المنتجات المَبيعة في المواقع التجارية كبير جدًا، حتى أن أكثر المستخدمين نشاطاً سيقومون بتقييم مجموعة صغيرة من قاعدة البيانات الكلية، لذلك فإن حتى أشهر المنتجات ستحصل على تقييم قليل.

### التصفية بناءً على المحتوى
من الطرق الأخرى المستخدمة في تصميم أنظمة الاقتراح هي التصفية بناءً على المحتوى، تقوم طريقة التصفية بناءً على المحتوى على وصف المنتج وتفضيلات المستخدم. يُستخدم كلمات مفتاحية لوصف هذا المنتج وبناء حساب المستخدم ليعرف نوع المنتج الذي يعجبه.